# 魔法少女小圓漫畫作品
魔法少女小圓漫畫作品是日本電視動畫《魔法少女小圓》衍生的日本漫畫系列。

## 概要
迄2015年，芳文社已依次出版的正篇、正篇衍生外傳（〜The different story〜；魔獸篇）、正篇續作（新篇）以及4部獨立外傳。日本總銷售量在2011年5月已累積超過160萬本。中文版單行本均由東立出版社代理，在臺灣、香港兩地出版。

## 魔法少女小圓
《魔法少女小圓》（日语：魔法少女まどか☆マギカ）的漫画化（日语：コミカライズ）作品，相對於外傳漫畫可謂「正篇」。故事原案：Magica Quartet，绘画：ハノカゲ，連載於2011年2月12日至5月30日，單行本全3冊。故事情节基本上与原作電視動畫相同，但部分內容比起原作，更接近虛淵玄與蒼樹梅的本意。

### 和原作動畫不同之處
本作劇本化之前的台詞被忠實重現，但因媒體特性，漫畫未能反映原作中的若干設定。此外，基於同一劇本所創作的漫畫、電視動畫2種版本各有其取捨追加，發揮了相互補充的作用。關於雙方的具體差異，漫畫的後記、雜誌的報導以及作者的Twitter皆有提及，以下為列舉：
- 魔法少女們的武器形狀、攻擊手段皆有異同[5]。在漫畫中，曉美焰的盾變成菱形，美樹沙耶香手持沒有拳套的雙刃直劍，佐倉杏子的長槍呈十字架形狀，結局中鹿目圓的弓呈翅膀狀[4]。
- 戰鬥的描寫皆由漫畫獨創，因劇本並未著墨於此。
- 原作中丘比為面無表情、皮笑肉不笑的外觀，漫畫中則具有豐富可愛的表情變化，但那只是為了與人類自然溝通所做出的偽裝，在真面目被揭穿後，則用瞳孔變色加上奸笑呈現其本性。
- 原作曉美焰在因鹿目圓的願望而重組的世界中的髮型跟重組前一樣，只是髮飾換成鹿目圓給的髮帶，漫畫中則是把髮型換成雙馬尾。
- 結局內容不同。原作被片尾曲分開的B-PART與C-PART橋段在漫畫中合而為一，並增加了圓與焰約定永恆友情的劇情。

### 出版書籍
第1冊封面左上角印有馬丁·路德·金的名言：「黑暗不能驅除黑暗，只有光明可以做到；仇恨不能驅除仇恨，只有愛可以做到。（Darkness cannot drive out darkness; only light can do that. Hate cannot drive out hate; only love can do that.）」
第2冊、第3冊封面左上角均印有本作其中一段劇情概要：「她還不知道這份邂逅是偶然還是必然，但這相遇將會改變她的命運...（She will not know yet if this encounter is a mere coincidence or a necessity. Which would be, an encounter that would change her destiny——）」
- 單行本

| 冊數 | 芳文社        | 芳文社                 | 東立出版社    | 東立出版社                                            |
| 冊數 | 發售日期      | ISBN                   | 發售日期      | ISBN                                                  |
| ---- | ------------- | ---------------------- | ------------- | ----------------------------------------------------- |
| 1    | 2011年2月12日 | ISBN 978-4-8322-7990-2 | 2011年8月5日  | EAN 471-0945-54114-3（限定版） ISBN 978-986-10-8318-6 |
| 2    | 2011年3月12日 | ISBN 978-4-8322-4003-2 | 2011年10月5日 | ISBN 978-986-10-8319-3                                |
| 3    | 2011年5月30日 | ISBN 978-4-8322-4014-8 | 2011年12月5日 | ISBN 978-986-10-8320-9                                |

- 新裝完全版

| 冊數 | 芳文社         | 芳文社                 | 東立出版社     | 東立出版社             |
| 冊數 | 發售日期       | ISBN                   | 發售日期       | ISBN                   |
| ---- | -------------- | ---------------------- | -------------- | ---------------------- |
| 上   | 2021年11月26日 | ISBN 978-4-8322-7327-6 | 2022年12月12日 | ISBN 978-957-26-9939-3 |
| 下   | 2021年12月25日 | ISBN 978-4-8322-7337-5 | 2022年12月12日 | ISBN 978-957-26-9939-3 |

## 魔法少女小圓［新篇］
《劇場版 魔法少女小圓［新篇］叛逆的物語》的漫画化作品，2013年11月12日發行第1冊，連續3個月每月發行，全3冊。故事發生於［魔獸篇］結局後，但本作比［魔獸篇］更早完成。

### 出版書籍
| 冊數 | 芳文社         | 芳文社                 | 東立出版社     | 東立出版社             |
| 冊數 | 發售日期       | ISBN                   | 發售日期       | ISBN                   |
| ---- | -------------- | ---------------------- | -------------- | ---------------------- |
| 1    | 2013年11月12日 | ISBN 978-986-365-044-7 | 2014年8月19日  | ISBN 978-4-8322-4369-9 |
| 2    | 2013年12月12日 | ISBN 978-986-365-045-4 | 2014年10月18日 | ISBN 978-4-8322-4380-4 |
| 3    | 2014年1月10日  | ISBN 978-986-365-046-1 | 2014年11月29日 | ISBN 978-4-8322-4394-1 |

## 魔法少女小圓~The different story~
《魔法少女小圓~The different story~》（日语：魔法少女まどか☆マギカ 〜The different story〜），正篇漫画的不同時間軸之版本，2012年8月9日在《MANGA TIME KIRARA MAGICA》第2期开始連載，单行本全3册。
不同於原作、正篇漫畫的鹿目圓視角，本书以巴麻美为中心，讲述麻美与佐倉杏子從相识、不和到分离的故事。情节由原作BD第5輯的广播剧“Farewell Story（告别的故事）”改编而成。本書改採麻美在原作第3話生還的設定，立足於此展開獨創的故事。作畫也以原作、正篇為依據。
東立出版社在本書中文版第1冊初版的書腰上，使用「假如學姊頭沒斷」做為宣傳噱頭。

### 內容簡介
巴麻美是獨自一人在見瀧原町討伐魔女的魔法少女，某一天，相鄰的風見野町的魔法少女佐倉杏子來到此地。某次遭遇戰之後，杏子請求麻美收自己為徒，2人開始搭擋共同行動。然而，杏子的牧師父親偶然得知魔法少女的真相，成為佐倉家崩潰的發端。杏子特有的幻惑魔法也變得無法使用。家破人亡促使杏子改變想法，進而與麻美對立，分道揚鑣。
一段時日後，麻美在鹿目圓的通知下進入結界討伐零食魔女，陷入危機之際因美樹沙耶香參戰得而解圍，於是3人開始共同行動。此時回到見瀧原町的杏子，為討伐魔女之夜，與曉美焰暗中結盟......

#### 對原作的補充
- 佐倉杏子結識巴麻美早於鹿目圓、美樹沙耶香。
  - 原作故事開始前，麻美曾從魔女手中拯救杏子，因此杏子向麻美拜師，組成雙人搭檔在見瀧原市行動。
  - 而後佐倉家遭逢變故，兩人因理念不合分道揚鑣。

- 巴麻美在家庭遭遇死亡車禍時，與丘比締結「維繫自身生命」的契約。
  - 體現為發射緞帶的魔法。
  - 事後對於當下未許願拯救家人的性命感到懊悔。
  - 初次戰鬥後，接受魔法少女的使命，並決定將魔法用於拯救人命。
  - 多數魔法少女僅為自身利益行動，麻美的無私作風被視為異類，因此內心十分渴望同伴。

- 佐倉杏子深信父親的理念能為世界帶來幸福，希望世人能聆聽父親傳道，而與丘比締結契約。
  - 體現為「幻惑魔法」，可製造分身影像迷惑對手。
  - 被麻美命名為「Rosso Fantasma（紅幽靈）」。
  - 家庭遭逢變故後無法使用，丘比歸因於杏子潛意識不再相信當初許下的願望，並拒絕因願望而生的能力。故在原作時間點已遺忘用法。
  - 雖與麻美決裂，內心仍渴望修復關係，認為若未結識麻美，在家庭變故後很可能已經魔女化。

- 眾人在本次輪迴中所迎來的結局：
  - 沙耶香變為人魚魔女，得知魔法少女殘酷真相的麻美心靈受創，打算進入結界與其同歸於盡。
  - 杏子為阻止麻美尋死，兩人大打出手，杏子慘勝。
  - 杏子獨自進入結界擊敗人魚魔女，隨後將取得的悲嘆之種為麻美淨化靈魂寶石，杏子則因耗盡魔力，在與其他魔女戰鬥時敗北身亡。
  - 在與圓的深談中，麻美坦言自己不願再與魔女戰鬥，圓下定決心成為魔法少女，接替麻美守護城市的使命。
  - 圓以復活魔法少女沙耶加為願望，向丘比締約。
  - 留下託付後，麻美選擇摧毀靈魂寶石來結束生命。
  - 故事最終，焰、圓與沙耶加三人一同迎戰來犯的魔女之夜。

### 出版書籍
| 冊數 | 芳文社         | 芳文社                 | 東立出版社    | 東立出版社             |
| 冊數 | 發售日期       | ISBN                   | 發售日期      | ISBN                   |
| ---- | -------------- | ---------------------- | ------------- | ---------------------- |
| 上   | 2012年10月12日 | ISBN 978-4-8322-4203-6 | 2013年5月15日 | ISBN 978-986-332-214-6 |
| 中   | 2012年10月19日 | ISBN 978-4-8322-4208-1 | 2013年6月26日 | ISBN 978-986-332-215-3 |
| 下   | 2012年11月12日 | ISBN 978-4-8322-4220-3 | 2013年8月29日 | ISBN 978-986-332-216-0 |

## 魔法少女小圓［魔獸篇］
《魔法少女小圓［魔獸篇］》（日语：魔法少女まどか☆マギカ［魔獣編］），是ハノカゲ繪製繪製的官方同人漫畫，2015年6月10日在《MANGA TIME KIRARA MAGICA》第20期开始連載。故事發生於原作最終話的B-PART到C-PART之間（以片尾曲切割的兩部份），描寫魔法少女在「圓環之理」重構的世界中，討伐魔獸的故事。根據結局，故事解釋了美樹沙耶香死亡到曉美焰於沙漠戰鬥之間的事情。

### 對原作的補充
- 在原作結局中，美樹沙耶香因打敗魔獸力竭而亡，其對手為涅槃魔獸（最強的魔獸），而非在原作現身的普通魔獸。[註 3]
- 在原作結局中，曉美焰獲得的新魔法為「記憶操縱」，[註 4]日後在「非魔法少女」的型態時依舊可用（見［新篇］）。
- 魔獸共有4種型態，皆以人類（包括魔法少女）的正負面感情為食糧，會吸收魔法少女的魔力，其餘共通點繼承原作（持有小型立方體形狀的悲嘆之種、沒有眷屬、群體行動）。能力由低至高分別為：[9]
  - 魔獸（普通）：原作結局已登場，外表像一群剃髮的男性僧侶，看不出個體差異。攻擊手段為鐳射光。
  - 修道魔獸：本作初登場，外表呈盤腿坐姿，手持燃燒的短槍，全身滾燙呈漂浮狀。攻擊手段為掌心射出銅劍，揮舞短槍。
  - 悟道魔獸：本作初登場，外表是破碎的男性上半身，無頭無手，環繞破碎的方塊狀內臟與幾何狀器官，周身漂浮。攻擊手段是投擲內臟、並使物質發生乾燥、風化、腐蝕與解體現象。
  - 涅槃魔獸：本作初登場，被巴麻美稱為「大型魔獸」，外表是完全的幾何造型，環繞更多的方塊，周身漂浮。攻擊手段不明，一擊就能打破佐倉杏子的「穿針引線」結界。

### 出版書籍
| 冊數 | 芳文社         | 芳文社                 |
| 冊數 | 發售日期       | ISBN                   |
| ---- | -------------- | ---------------------- |
| 1    | 2015年12月12日 | ISBN 978-4-8322-4640-9 |
| 2    | 2016年6月11日  | ISBN 978-4-8322-4705-5 |
| 3    | 2016年12月12日 | ISBN 978-4-8322-4779-6 |

## 魔法少女小織
《魔法少女小織》（日语：魔法少女おりこ☆マギカ），是ムラ黒江繪製的外傳漫畫，全2冊。
故事舞台位於原作的見瀧原町，以新登場的魔法少女美國織莉子為中心，杏子、麻美、焰等原作魔法少女皆牽涉其中的嶄新故事。
本書發生於晓美焰不斷輪迴裡的某次時間軸。主角織莉子做為「反英雄」角色在本書登場。因作者不同，畫風也與前2部漫畫完全不同。

### 故事簡介
與丘比簽約成為魔法少女的美國織莉子，擁有預知未來的能力，並由此得知自己與見瀧原町的毀滅性結局。決心改變這一切的織莉子開始關注一名丘比感興趣的「擁有極佳魔法少女素質」的少女。
另一方面，為討伐魔女而來到見瀧原町的佐倉杏子，與雙親慘遭魔女殺害的少女——千歲由真相遇。成為孤兒的由真開始親近杏子，杏子也將她當作妹妹看待。於此同時，已導致多名魔法少女遇害的「獵殺魔法少女」正橫行此地，為了守護杏子、由真與見瀧原町，巴麻美與晓美焰被捲入了「獵殺鹿目圓」的巨大陰謀......。

### 出版書籍
每集封面左上角均印有：「這將是，一個會改變她命運的事件—— 這將是，完全另一個魔法少女故事的開始——（WHICH WOULD BE, AN INCIDENT THAT WOULD CHANGE HER DESTINY— WHICH WOULD BE, THE BEGINNING OF A WHOLE ANOTHER MAGICAL-GIRL TALE—）」
| 冊數 | 芳文社        | 芳文社                 | 東立出版社     | 東立出版社             |
| 冊數 | 發售日期      | ISBN                   | 發售日期       | ISBN                   |
| ---- | ------------- | ---------------------- | -------------- | ---------------------- |
| 1    | 2011年5月12日 | ISBN 978-4-8322-4016-2 | 2011年12月28日 | ISBN 978-986-10-8702-3 |
| 2    | 2011年6月13日 | ISBN 978-4-8322-4036-2 | 2011年12月28日 | ISBN 978-986-10-8703-0 |

### 衍生
本作的番外篇作品分別為《魔法少女小織〜noisy citrine〜》（日语：魔法少女おりこ☆マギカ〜noisy citrine〜）為搞笑番外篇漫画作品，於《MANGA TIME KIRARA☆MAGICA》第2号、第3号連載，全2話。《魔法少女小織〜symmetry diamond～》（日语：魔法少女おりこ☆マギカ～symmetry diamond～），於《MANGA TIME KIRARA☆MAGICA》第5号至第7号連載，全3話。《[新約] 魔法少女小織〜sadness prayer～》，於《MANGA TIME KIRARA☆MAGICA》第10号至第30号連載，全24話。

#### 魔法少女小織 [別篇]
單行本收錄兩個衍生作《魔法少女小織〜noisy citrine〜》、《魔法少女小織〜symmetry diamond～》。
魔法少女小織〜noisy citrine〜
描述織莉子的同伴吳希里華簽約之初的故事。
魔法少女小織〜symmetry diamond〜
描述為戰勝即將到來的魔女之夜，織莉子與吳希里華共同行動著，但織莉子仍無法控制預知能力的魔力消耗。某日夜晚，織莉子隻身外出時在公園遇到一名少女，彼此飲茶談天。但織莉子隨即以預知見到，她們話別之後，這名少女——千歲由真慘遭母親殺害的新聞報導。此時，與丘比重逢的魔法少女優木沙沙（日语：優木沙々）為爭奪地盤，將殺意對準了織莉子一行人......

#### 出版書籍
| 冊數 | 芳文社        | 芳文社                 |
| 冊數 | 發售日期      | ISBN                   |
| ---- | ------------- | ---------------------- |
| 全   | 2013年9月12日 | ISBN 978-4-8322-4348-4 |

| 冊數 | 芳文社         | 芳文社                 |
| 冊數 | 發售日期       | ISBN                   |
| ---- | -------------- | ---------------------- |
| 1    | 2015年2月12日  | ISBN 978-4-8322-4528-0 |
| 2    | 2015年12月12日 | ISBN 978-4-8322-4643-0 |
| 3    | 2016年12月12日 | ISBN 978-4-8322-4780-2 |
| 4    | 2017年8月10日  | ISBN 978-4-8322-4862-5 |

## 魔法少女和美 〜The innocent malice〜
《魔法少女和美 〜The innocent malice〜》（日语：魔法少女かずみ☆マギカ 〜The innocent malice〜），又译《魔法少女和美☆魔力 ～无辜的恶意～》，原作：平松正樹，绘画：天杉貴志，2011年3月在《Manga Time Kirara Forward》初次连载。
与《魔法少女小圆》共享相同的世界观，故事舞台位於另一个城市「翌桧市（あすなろ市）」。主角是失忆的魔法少女——和美。根據本書原作（平松）的說法，《和美》的故事是對正篇世界觀的反論，以魔法少女的「憤怒」取代「絕望」，並試圖脫離「魔法少女的世界＝對丘比的否定」此一前提。

### 故事簡介
少女注意到了，自己置身於黑暗裡。似乎發出了說話的聲響，但她看不到講話的男人。自己為何裸體、被關在手提箱裡已不復記憶，少女只記得「和美」這個名子而已。
風波過後，和美與找回自己的2名少女——御崎海香、牧薰恢復同居的生活。在隨後發生的惡性事件中，和美想起自己曾是魔法少女的事情。被告知失憶前曾與另外4人共組「昴宿星圣团」的實情後，和美決定恢復一行7人討伐魔女的生活。
然而某天，出現1名憎恨「昴宿星圣团」的魔法少女，她們自此被捲入殘酷的命運......

### 用語
魔女MADOKI
正式名稱不明。人體埋入恶意之种的一般人出現負面感情後變化而成。與魔女的性質不同，變形的人被打敗後不會死亡。
惡意之實
类似悲叹之种的伪品，在翌桧市流通。惡意之種外觀雖然與悲嘆之種很相似，但不具備悲嘆之種的功能，不能被柔比和丘比回收。在剧情後期表明是「if」为了消耗昂星团的魔力而制造出来的。

### 出版書籍
| 冊數 | 芳文社         | 芳文社                 | 東立出版社     | 東立出版社             |
| 冊數 | 發售日期       | ISBN                   | 發售日期       | ISBN                   |
| ---- | -------------- | ---------------------- | -------------- | ---------------------- |
| 1    | 2011年5月12日  | ISBN 978-4-8322-4028-5 | 2012年1月21日  | ISBN 978-986-10-8937-9 |
| 2    | 2011年10月12日 | ISBN 978-4-8322-4071-1 | 2012年9月12日  | ISBN 978-986-10-8938-6 |
| 3    | 2012年3月12日  | ISBN 978-4-8322-4122-0 | 2013年2月1日   | ISBN 978-986-10-9657-5 |
| 4    | 2012年9月12日  | ISBN 978-4-8322-4193-0 | 2013年12月17日 | ISBN 978-986-317-956-6 |
| 5    | 2013年1月12日  | ISBN 978-4-8322-4247-0 | 2014年10月2日  | ISBN 978-986-324-894-1 |

## 魔法少女貞德 The Legend of "Jeanne d'Arc"
《魔法少女貞德 The Legend of "Jeanne d'Arc"》（日语：魔法少女たると☆マギカ The Legend of "Jeanne d'Arc"），或譯《魔法少女塔爾特》，是與繪製的外傳漫畫，在《MANGA TIME KIRARA MAGICA》第10號至第30號開始連載。

### 出版書籍
| 冊數 | 芳文社         | 芳文社                 | 東立出版社     | 東立出版社             |
| 冊數 | 發售日期       | ISBN                   | 發售日期       | ISBN                   |
| ---- | -------------- | ---------------------- | -------------- | ---------------------- |
| 1    | 2014年6月12日  | ISBN 978-4-8322-4452-8 | 2016年7月21日  | ISBN 978-986-462-351-8 |
| 2    | 2015年2月12日  | ISBN 978-4-8322-4527-3 | 2017年10月27日 | ISBN 978-986-462-352-5 |
| 3    | 2015年12月12日 | ISBN 978-4-8322-4642-3 |                |                        |
| 4    | 2016年5月12日  | ISBN 978-4-8322-4694-2 |                |                        |
| 5    | 2017年4月12日  | ISBN 978-4-8322-4823-6 |                |                        |

## 魔法少女鈴音
《魔法少女鈴音》（日语：魔法少女すずね☆マギカ），是GAN繪製的外傳漫畫，單行本第1冊預定於2013年11月12日發行，並預定於2014年1月開始在《MANGA TIME KIRARA MAGICA》连载之後的故事。
| 冊數 | 芳文社         | 芳文社                 | 東立出版社    | 東立出版社             |
| 冊數 | 發售日期       | ISBN                   | 發售日期      | ISBN                   |
| ---- | -------------- | ---------------------- | ------------- | ---------------------- |
| 1    | 2013年11月12日 | ISBN 978-4-8322-4370-5 | 2015年4月1日  | ISBN 978-986-365-310-3 |
| 2    | 2014年6月25日  | ISBN 978-4-8322-4451-1 | 2017年6月5日  | ISBN 978-986-365-313-4 |
| 3    | 2014年12月12日 | ISBN 978-4-8322-4502-0 | 2018年1月29日 | ISBN 978-986-382-461-9 |

## 魔法少女小圓漫畫選集
魔法少女小圆 漫画选集（日语：魔法少女まどか☆マギカ アンソロジーコミック）
| 冊數 | 芳文社         | 芳文社                 |
| 冊數 | 發售日期       | ISBN                   |
| ---- | -------------- | ---------------------- |
| 1    | 2011年9月12日  | ISBN 978-4-8322-4064-3 |
| 2    | 2012年3月12日  | ISBN 978-4-8322-4123-7 |
| 3    | 2012年11月12日 | ISBN 978-4-8322-4219-7 |
| 4    | 2013年7月12日  | ISBN 978-4-8322-4321-7 |
| 5    | 2014年6月12日  | ISBN 978-4-8322-4450-4 |

魔法少女小圆 四格漫画选集（日语：魔法少女まどか☆マギカ 4コマアンソロジーコミック）
| 冊數 | 芳文社         | 芳文社                 |
| 冊數 | 發售日期       | ISBN                   |
| ---- | -------------- | ---------------------- |
| 1    | 2012年7月26日  | ISBN 978-4-8322-4176-3 |
| 2    | 2012年10月27日 | ISBN 978-4-8322-4215-9 |
| 3    | 2013年7月27日  | ISBN 978-4-8322-4330-9 |
| 4    | 2013年10月26日 | ISBN 978-4-8322-4366-8 |

## 巴麻美的平凡日常
《巴麻美的平凡日常》（巴マミの平凡な日常）原本是作者あらたまい發行的同人誌作品，更改一些設定後於《MANGA TIME KIRARA☆MAGICA》開始連載，定期刊發行終止後，移至《MANGA TIME KIRARA Forward》（まんがタイムきららフォワード）繼續連載。
| 冊數 | 芳文社         | 芳文社                 | 青文出版社    | 青文出版社           |
| 冊數 | 發售日期       | ISBN                   | 發售日期      | EAN                  |
| ---- | -------------- | ---------------------- | ------------- | -------------------- |
| 1    | 2013年10月12日 | ISBN 978-4-8322-4358-3 | 2015年1月10日 | EAN 471-8016-01128-1 |
| 2    | 2014年8月11日  | ISBN 978-4-8322-4468-9 | 2015年10月9日 | EAN 471-8016-01307-0 |
| 3    | 2015年12月12日 | ISBN 978-4-8322-4641-6 | 2016年6月22日 | EAN 471-8016-01850-1 |
| 4    | 2017年4月13日  | ISBN 978-4-8322-4824-3 |               |                      |
| 5    | 2018年5月11日  | ISBN 978-4-8322-4945-5 |               |                      |
| 6    | 2019年3月12日  | ISBN 978-4-8322-7074-9 |               |                      |
| 7    | 2019年12月12日 | ISBN 978-4-8322-7141-8 |               |                      |
| 8    | 2020年11月12日 | ISBN 978-4-8322-7226-2 |               |                      |
| 9    | 2021年12月10日 | ISBN 978-4-8322-7328-3 |               |                      |
| 10   | 2023年10月12日 | ISBN 978-4-8322-7491-4 |               |                      |

## MANGA TIME KIRARA☆MAGICA
《MANGA TIME KIRARA☆MAGICA》（まんがタイムきらら☆マギカ），是专门刊载“魔法少女小圆”系列的漫画杂志，2012年6月8日創刊。作为《Manga Time Kirara Carat》增刊发行，为双月刊，原则上逢偶数月9日发售。

### 連載中作品
- 魔法少女小圓 小焰復仇記!（日语：魔法少女まどか☆マギカ ほむらリベンジ！）
- 焰過來（日语：くるほむ）
- 歡迎光臨悲嘆之種☆咖啡館（日语：カフェ☆グリーフシードへようこそ！）
- 魔法少女小圓社（日语：魔法少女部まどか☆マギカ）
- POMU☆魔力（日语：ぽむ☆マギ）
- 見瀧原幼稚園魔法班（日语：みたきはら幼稚園まほう組）
- 巴麻美的平凡日常（日语：巴マミの平凡な日常）
- 魔法少女小織 〜noisy citrine〜（日语：魔法少女おりこ☆マギカ　〜noisy citrine〜）
- 漂流小圓（日语：ふわっとまどか）
- 魔法少女小織 〜symmetry diamond〜（日语：魔法少女おりこ☆マギカ　〜symmetry diamond〜）

### 已完結作品
- 焰的假日（日语：ほむらの休日）
- 魔法少女病（日语：魔法少女病）
- 集合！小圓學園（日语：集まれ！まどか☆マギカ学園！）
- GAME OVER〜再也不依靠任何人〜（日语：ゲームオーバー〜もう誰にも頼らない〜）
- 魔法少女雲母（日语：魔法少女きらら☆マギカ）
- 最佳合作夥伴！（日语：ベストパートナー！）
- 更多！（日语：増える！）
- 晚餐是幸福的味道（日语：晩ご飯は幸せの味）
- 丘比的受難...（日语：キュゥべえの受難…）
- 巴麻美的食慾（日语：食欲マミドモエ）
- 奇蹟與魔法與後悔（日语：奇跡と魔法と後悔と）（荒井チェリー、Vol.4）
- 雪兔與愉快的朋友們（日语：雪うさぎと愉快な仲間たち）
- 沒用的焰。〜直到她弄丟眼鏡〜（日语：だめほむ。〜彼女がメガネを外すまで〜）（ざら、Vol.5）
- ○○丘比（日语：○○なキュゥべえ）（仏さんじょ、Vol.5）
- 小圓的下一步（日语：まどかのとなり）
- 表演女孩子（日语：パフォーマンスガール）
- 笑容與鬼與汽水。（日语：笑顔とオバケと炭酸飲料。）
- 為我而絕望！（日语：僕のために絶望してよ!）
- 夜間潛水（日语：ナイトダイバー）（袴田めら、Vol.7）
- 焰的某次叛亂（日语：ほむらさんのとある叛逆）（里好、Vol.8）
- 你和我和她（日语：貴方と私と彼女と）（霜月絹鯊、Vol.8）
- 杏子與狗（日语：杏子とわんこ）
- 魔法少女小焰☆田村〜平行世界不一定總是平行的。〜（日语：魔法少女ほむら☆たむら〜平行世界がいつも平行であるとは限らないのだ〜）

### 單行本
- 魔法少女小圓 小焰復仇記!（日语：魔法少女まどか☆マギカ ほむらリベンジ!）
  1. 2013年9月12日发售 ISBN 978-4-8322-4349-1
  2. 2013年12月12日发售 ISBN 978-4-8322-4381-1
- 1. 2013年9月27日发售 ISBN 978-4-8322-4354-5
  2. 2015年2月27日发售予定 ISBN 978-4-8322-4533-4
- 1. 2013年9月27日发售 ISBN 978-4-8322-4355-2
  2. 2015年2月27日发售予定 ISBN 978-4-8322-4534-1
- 1. 2013年10月12日发售 ISBN 978-4-8322-4359-0
- 巴麻美的平凡日常（日语：巴マミの平凡な日常）
  1. 2013年10月12日发售 ISBN 978-4-8322-4358-3
  2. 2014年8月11日发售 ISBN 978-4-8322-4468-9
- 歡迎光臨悲嘆之種☆咖啡館（日语：カフェ☆グリーフシードへようこそ!）
  - 全1冊、2013年10月26日发售 ISBN 978-4-8322-4365-1
- 魔法少女小焰☆田村〜平行世界不一定總是平行的。〜（日语：魔法少女ほむら☆たむら〜平行世界がいつも平行であるとは限らないのだ。〜）
  1. 2013年10月26日发售 ISBN 978-4-8322-4364-4
- 1. 2013年11月27日发售 ISBN 978-4-8322-4376-7
- 1. 2013年11月27日发售 ISBN 978-4-8322-4375-0
- 1. 2013年12月12日发售 ISBN 978-4-8322-4382-8
- 1. 2013年12月26日发售 ISBN 978-4-8322-4390-3
- 1. 2015年2月27日发售 ISBN 978-4-8322-4535-8

## 外部連結
- 魔法少女小圓 漫畫版 芳文社官方網頁 （页面存档备份，存于）（日語）
- 魔法少女小圓 短篇漫畫 芳文社官方網頁 （页面存档备份，存于）（日語）
- 魔法少女小圓 四格漫畫 芳文社官方網頁（页面存档备份，存于）（日語）
- 魔法少女小圓×Manga Time Kirara Forward （页面存档备份，存于）（日語）